# Djurgölen
Djurgölen är en sjö i Vimmerby kommun i Småland och ingår i Marströmmens huvudavrinningsområde. Sjön har en area på 0,0482 kvadratkilometer och ligger 111,8 meter över havet.

## Delavrinningsområde
Djurgölen ingår i det delavrinningsområde (638873-151347) som SMHI kallar för Mynnar i Fjälstern. Medelhöjden är 122 meter över havet och ytan är 24,45 kvadratkilometer. Det finns inga avrinningsområden uppströms utan avrinningsområdet är högsta punkten. Fjälsterån som avvattnar avrinningsområdet har biflödesordning 2, vilket innebär att vattnet flödar genom totalt 2 vattendrag innan det når havet efter 53 kilometer. Avrinningsområdet består mestadels av skog (70 procent) och jordbruk (14 procent). Avrinningsområdet har 0,63 kvadratkilometer vattenytor vilket ger det en sjöprocent på 2,6 procent.